# 云台山 (江苏)
云台山风景区位于江苏省连云港市区和港口之间，面积约为180平方公里，其主干景点为花果山，包括了江苏省最高峰玉女峰，除此之外还包括了孔望山景区，宿城渔湾景区和连云港海滨景区。1988年被列入国家重点风景名胜区。